# Sylvius Rudolph Helmrich von Elgott
Sylvius Rudolph Helmrich von Elgott (geb. Juli 1710; gest. 18. Jahrhundert) war ein preußischer Landrat.

## Herkunft
Sylvius Rudolph Helmrich von Elgott war ein Angehöriger des aus Goldberg in Schlesien stammenden Briefadelsgeschlechts Helmrich von Elgott. Er war ein Sohn des George Rudolph Helmrich von Elgott (1677–1711), Erbherr auf Langenau im Fürstentum Oels, und dessen Ehefrau Anna Eleonora, geb. von Gaffron und Ober-Stradam (1688–1731). Nach einem Studium der Rechtswissenschaft 1728/31 an der Universität Frankfurt/Oder bat er 1742 um ein Amt als Marschkommissar. 1751 wurde er zum Justizrat und dauerhaften Kommissar im Kreis Liegnitz ernannt. Die Ernennung zum Landrat des Kreises Liegnitz erfolgte im Januar 1757 in der Nachfolge von Johann Wenzel von Trach. Als sich Helmrich von Elgott den Österreichern nach deren Invasion angeschlossen hatte, wurde er im Juli 1758 aufgrund von Treulosigkeit von seinen Pflichten als Landrat des Kreises Liegnitz entbunden. Sein Nachfolger wurde noch 1758 Hans Sigismund von Rothkirch und Panthen.

## Familie
Sylvius Rudolph Helmrich von Elgott heiratete am 21. Januar 1739 Martha Eleonore, geb. Teuffel von Zeilberg und Streitenau (* 7. Juli 1723; † 30. Dezember 1761). Das Ehepaar hatte 9 gemeinsame Kinder. Nach der Geburt des 9. Kindes Moritz Wilhelm am 29. Dezember 1761 starb die Mutter am darauffolgenden Tag. Der ältere Bruder von Sylvius Rudolph war Gustav Adolph Helmrich von Elgott, er war Landrat des Landkreises Breslau. 